# 핼리팩스 포럼
핼리팩스 포럼(Halifax Forum)은 캐나다 노바스코샤주 핼리팩스에 위치한 실내 경기장이다. 과거 AHL 몬트리올 보이저스의 홈경기장으로 사용했다.